# Coppa Bernocchi 1946
La Coppa Bernocchi 1946, ventottesima edizione della corsa, si svolse il 26 maggio 1946 su un percorso di 242,8 km. La vittoria fu appannaggio dell'italiano Osvaldo Bailo, che terminò la gara in 6h56'00" precedendo per distacco i connazionali Angelo Brignole (suo compagno di squadra) e Mario Ricci. Presero il via 70 ciclisti, di questi 31 conclusero la prova.

## Percorso
La partenza e l'arrivo della gara furono a Legnano, sede della società organizzatrice, l'Unione Sportiva Legnanese. Il percorso portò i ciclisti a transitare nell'ordine per Gallarate, Samarate (km 16), Busto Arsizio (km 25), di nuovo Legnano (km 30), Saronno (km 44), Varedo, Fino Mornasco (km 70), Camerlata (km 76), Erba, Asso (km 95), Onno, Bellagio (km 104), Blevio, Como (km 144), San Fermo della Battaglia, Olgiate Comasco, Malnate, Varese (km 174), Ganna, Grantola, Brinzio, di nuovo Varese (km 210), Gallarate e quindi rientro a Legnano, con traguardo su Corso Sempione, per completare i 242,8 km previsti.

## Ordine d'arrivo (Top 10)
| Pos. | Corridore           | Squadra    | Tempo    |
| ---- | ------------------- | ---------- | -------- |
| 1    | Osvaldo Bailo       | Girardengo | 6h56'00" |
| 2    | Angelo Brignole     | Girardengo | a 3'30"  |
| 3    | Mario Ricci         | Legnano    | s.t.     |
| 4    | Serse Coppi         | Bianchi    | s.t.     |
| 5    | Giordano Cottur     | Wilier T.  | s.t.     |
| 6    | Gelsomino Locatelli | Welter     | s.t.     |
| 7    | Enrico Mollo        | Benotto    | s.t.     |
| 8    | Nedo Logli          | Welter     | a 10'27" |
| 9    | Severino Canavesi   | Bianchi    | s.t.     |
| 10   | Mario Fazio         | Viscontea  | s.t.     |